# Comarca de Sete Quedas
A Comarca de Sete Quedas é uma comarca brasileira localizada no estado de Mato Grosso do Sul, a 500 quilômetros da capital.

## Generalidades
Sendo uma comarca de primeira entrância, tem uma superfície total de 2128 km², o que totaliza aproximadamente 0,7% da superfície total do estado. A povoação total da comarca é de 23,1 mil habitantes, aproximadamente 1% do total da povoação estadual, e a densidade de povoação é de 10,8 habitantes por km².
A comarca inclui o município de Sete Quedas e Paranhos. Limita-se com as comarcas de Mundo Novo, Iguatemi e Amambai.
Economicamente possui PIB de R$ 186 576 000,00 e PIB per capita R$ 8 064,66